# Hagar Sharvit
Hagar Sharvit (* 1986 in Tel Aviv, Israel) ist eine israelische Opern- und Konzertsängerin (Mezzosopran).

## Biografie
Hagar Sharvit studierte an der Buchman-Mehta School of Music der Universität Tel Aviv, anschließend wurde sie in verschiedene Young-Artist-Programme wie das Centre de Perfeccionament Palau de Les Arts in Valencia und die Liedakademie des Heidelberger Frühlings aufgenommen. Zu ihren Lehrern zählen Thomas Allen, Barbara Bonney, Helen Donath, Abbie Furmansky, Matthias Goerne, Thomas Hampson, Christa Ludwig, John Norris und Michael Schade. An der Deutschen Oper am Rhein in Düsseldorf war sie Mitglied des Opernstudios.
Vier Spielzeiten lang war sie Ensemblemitglied des Oldenburgischen Staatstheaters, bevor sie ihre Karriere als freischaffende Sängerin startete. Sie sang unter anderem bei den Festspielen von Aix-en-Provence, den Bregenzer Festspielen, dem Heidelberger Frühling, dem Hidalgo Festival in München, der Komischen Oper Berlin, dem Konzerthaus Berlin, dem Lucerne Festival, der Israeli Opera in Tel Aviv, der Oper Bonn, dem Palau de les Arts Reina Sofía in Valencia, den Salzburger Festspielen sowie im Münchner Gasteig und im Wiener Musikverein.
Bei internationalen Lied-Wettbewerben gewann sie mehrfach Preise. 2015 erhielt sie den Ersten Preis und den Publikumspreis bei der International Song Competition „Das Lied“ von Thomas Quasthoff.
Im Internet findet sich ein Mitschnitt eines Konzerts von Générations France Musique aus dem Jahr 2019, am Klavier begleitet von Daniel Gerzenberg. Sie singt Deux mélodies hébraïques von Maurice Ravel.

## Auszeichnungen
- 2019: Zweiter Preis und Publikumspreis beim Concours international de musique de chambre de Lyon (Internationaler Kammermusikwettbewerb von Lyon)[4]
- 2018: Zweiter Preis beim Gianni Bergamo Classic Music Award[5]
- 2016: Dritter Preis beim Internationalen Robert-Schumann-Wettbewerb[6]
- 2015: Erster Preis und Publikumspreis bei der International Song Competition "Das Lied"[7]
- 2015: Erna-Schlüter-Preis des Oldenburgischen Staatstheaters[8]
- 2013: Zweiter Preis beim Internationalen Schubert-Wettbewerb Dortmund
- 2013: Finalistin bei der Händel Singing Competition in London[9]
- 2012: Dritter Preis beim Internationalen Wettbewerb für Liedkunst in Stuttgart[10]
- 2012: Erster Preis beim Internationalen Johannes Brahms Wettbewerb[11]